# Hmiss
Le hmiss,ou felfel b'tomatich, ifelfel en Kabylie, chlita ou felfla dans la région d'Oran, est une salade algérienne  , , , à base de poivrons et de tomates grillés, hachés, mélangés et assaisonnés d'huile d'olive.

## Description
Le hmiss est préparé partout en Algérie, avec des petites différences d'une région à l'autre. Ainsi, dans l'Est algérien, il est préparé avec de l'ail, des tomates et des poivrons grillés. On commence par mettre l'ail, les tomates hachées et l'huile dans une poêle quelques minutes, ensuite on y ajoute les poivrons et on écrase bien le tout avec une fourchette ou dans un mortier en bois, le mehraz. On le sert ensuite dans une assiette.
Cette entrée est accompagnée de l'aghroum ou de la kesra.
En Kabylie, il est préparé avec les mêmes légumes, ensuite assaisonné d'huile d'olive, parfois on y ajoute des œufs battus à la fin, on mélange et on laisse cuire tout doucement. À Tlemcen, il est préparé avec de l'huile d'olive, des poivrons, des tomates, de l'ail, des œufs, de la coriandre et il est parfumé au carvi.

### Hmiss d’aubergine (hmiss badenjel)
Il existe une variante du hmiss préparée à partir d’aubergines qui se fait surtout dans la région de Bousaada.
Elle est préparée avec de l’aubergine, des tomates bien mûres, de l’ail, de la coriandre fraîche, des poivrons rouges, du cumin, du sel, du poivre et du vinaigre.
La version de Laghouat (hmiss badenjel ghouati) ne contient que des aubergines, des tomates mûres, de l’ail, du sel et de l’huile d’olive.